# 목포의 눈물
〈목포의 눈물〉은 일제강점기인 1935년 이난영이 처음 부른 뒤 오랫동안 애창되고 있는 한국의 트로트 곡이다.

## 역사
작사자는 문일석, 작곡자는 손목인이다. 와세다 대학 출신의 20대 무명 시인이었던 문일석은 1935년 조선일보가 오케레코드와 함께 향토 신민요 노랫말을 공모하자 〈목포의 사랑〉이라는 제목으로 응모하여 1등에 당선되었다. 흥행의 귀재로 불렸던 오케레코드의 사장 이철이 제목을 〈목포의 눈물〉로 바꾸어서 가지고 오면서 남인수가 취입하려 했던 갈매기 우는 항구 라는 곡에다 당선되어 "본인이 제목을 바꾼 가사(목포의 사랑)를 붙이면 어떨까?" 하여서 작곡가 손목인의 곡을 입혀 취입을 해서 대히트를 기록했다.
가수는 목포 출신의 신인으로 당시 나이 십대 후반이었던 이난영이었다. 이난영 특유의 비음과 흐느끼는 듯한 창법에는 남도 판소리 가락과 같은 한이 스며 있다는 평이 있었다. 결국 이 노래는 이난영의 대표곡이 되었고 이난영의 또다른 노래 목포는 항구다와 함께 목포를 대표하는 향토색 짙은 곡으로 남았다. '목포의 애국가'로까지 불리기도 하고, 목포 출신의 대표적 정치인이었던 김대중의 애창곡이기도 했다. 또한 호남 지역을 연고로 했던 프로 야구팀 해태 타이거즈의 응원가로서도 잘 알려져 있다.
노래의 가사와 곡조는 매우 애잔하여 목포항을 배경으로 이별의 끝없는 아픔과 서러움을 그리고 있다. 깊은 한과 울분이 숨겨진 〈목포의 눈물〉은 나라 잃은 슬픔을 달래주는 상징적인 곡이었기에 국민적인 인기를 얻을 수 있었다는 해석이 있다. '한국가요사에서 불후의 명작'이라는 찬사가 있을 만큼 오랫동안 사랑받았다.

## 노래비
이 노래에는 삼학도, 유달산, 노적봉 등 목포의 지명이 나오는데, 이 중 노적봉은 임진왜란 당시 이순신에 대한 전설이 깃든 곳이다. 유달산 입구에 노랫말을 적은 노래비가 세워져 있다.

## 참고자료
- 이동순 (2007년 7월 26일). “[이동순의 가요이야기 .11] 민족의 한과 저항 담아낸 '목포의 눈물' 이난영”. 영남일보. 2008년 2월 4일에 확인함. |제목=에 지움 문자가 있음(위치 1) (도움말)[깨진 링크(과거 내용 찾기)]
- 이근태 (2005년 1월 30일). “울분과 저항이 담긴 <목포의 눈물> - 이난영”. 가요114. 2008년 2월 6일에 확인함.
- “나라 잃은 슬픔을 달래던 노래, "목포의 눈물"” (PDF). 한국음악저작권협회보. 2003년 8월 1일. 24~25쪽면. 2008년 2월 4일에 확인함.[깨진 링크(과거 내용 찾기)]
- 박강섭 기자 (2007년 2월 8일). “목포 ‘유달산’…봄 마중 춘백, 눈 이불 덮고 붉은 미소”. 쿠키뉴스. 2008년 2월 4일에 확인함.[깨진 링크(과거 내용 찾기)]
- “북한에서도 전통가요 인기”. MBC 뉴스. 2008년 6월 2일.